# فرودگاه انگادس
فرودگاه انگادس (به انگلیسی: Angads Airport) یک فرودگاه همگانی با کد یاتا OUD است که یک باند فرود آسفالت و آسفالت دارد و طول باند آن ۳۰۰۰ متر است. این فرودگاه در شهر وجده کشور مراکش قرار دارد و در ارتفاع ۴۶۸ متری از سطح دریا واقع شده است.

## شرکت‌های هواپیمایی و مقصدهای پروازی
| شرکت‌های هواپیمایی                                         | مقصدهای پروازی                                                                |
| --------------------------------------------------------- | ----------------------------------------------------------------------------- |
| ای‌اس‌ال ایرلاینز فرانسه                                    | فصلی: شارل دوگل پاریس                                                         |
| Azores Airlines                                           | چارتر: لیسبون پورتلا، فرنسیسکو جسا کارنئیرو                                   |
| Corendon Dutch Airlines                                   | فصلی: اسخیپول آمستردام                                                        |
| جرمنیا                                                    | فصلی: تولوز-بلانیاک                                                           |
| پریویلج استایل اجرا توسط Swiftair                         | چارتر فصلی: فرنسیسکو جسا کارنئیرو                                             |
| هواپیمایی پادشاهی مراکش                                   | اسخیپول آمستردام، بروکسل (begin ۲۳ ژوئن ۲۰۱۷), محمد پنجم، مارسی پروانس، اورلی |
| هواپیمایی پادشاهی مراکش اجرا توسط Royal Air Maroc Express | محمد پنجم، ناظور                                                              |
| رایان‌ایر                                                  | باووایس-تیلی، بروکسل جنوب شرلروآ، مارسی پروانس، ویزه                          |
| هواپیمایی سعودی                                           | چارتر: ملک عبدالعزیز                                                          |
| ترنسویا فرانس                                             | لیون-سینت اگزوپری، اورلی                                                      |
| اسمارت‌وینگز                                               | پراگ رازیون                                                                   |
| تاپ پرتغال                                                | چارتر فصلی: فرنسیسکو جسا کارنئیرو                                             |
| تراول سرویس                                               | چارتر: ام. آر. استفانیک، پراگ رازیون                                          |
| TUI fly Belgium                                           | بروکسل جنوب شرلروآ، اورلی، آیندهوون                                           |